# Рождественская волость (Бронницкий уезд)
Рождественская волость — волость в составе Бронницкого уезда Московской губернии. Существовала до 1929 года. Центром волости было село Жданское.
По данным 1919 года в Рождественской волости было 15 сельсоветов: Вишняковский, Воскресенский, Галушинский, Елгозинский, Жданский, Истомиховский, Константиновский, Ловцовский, Лутошкинский, Плетенихинский, Подберезинский, Сельвачевский, Тупицинский, Шувойловский, Яковлевский.
В 1923 году Вишняковский и Шувойловский с/с были присоединены к Сельвачевскому, Галушинский — к Жданскому, Елгозинский — к Ловцовскому, Истомиховский — к Яковлевскому, Лутошкинский — к Воскресенскому, Тупицынский — к Ловцовскому.
В 1926 году Вишняковский, Лутошкинский и Шувойловский с/с были восстановлены.
В 1927 году Лутошкинский и Шувойловский с/с были упразднены. Был создан Елгозинский с/с.
В ходе реформы административно-территориального деления СССР в 1929 году Рождественская волость была упразднена.